# Хайнрих IX (Глогов)
Хайнрих IX фон Глогов (на немски: Heinrich IX von Glogau; * ок. 1389/1390; † 11 ноември 1467 в Кросен) от силезийските Пясти е херцог на Глогау/Херцогство Глогов от 1413 до 1418 г. заедно с братята си Хайнрих X и Венцел херцог на (половин) Глогов. След това той е до 1423 г. заедно с Хайнрих X, след това управлява сам херцогството Фрайщат и (половин) Глогов и от 1430/31 г. херцог на херцогство Кросен. Той живее в Полша.
Той е син на херцог Хайнрих VIII († 1397) и съпругата му Катарина Ополска († 1420), дъщеря на херцог Владислав Ополчик II († 1401), който е праправнук на княгиня Виола Ополска, племенница на българския цар Иван Асен II.
След смъртта на баща му през 1397 г. при рицарски турнир, майка му Катарина Ополска поема регентството. Чичо му херцог Рупрехт I от Легница († 1409) e опекун на Хайнрих IX и братята му Йохан I, Хайнрих X и Вацлав (Венцел). От 1403 г. пълнолетният Йохан I управлява Глогов и Саган и е опекун на братята си. През 1413 г. за него се отделя Саган и той трябва да се откаже от наследството в херцогската част на Глогов, което от 1413 до 1418 г. заедно управляват братята му Хайнрих X, Хайнрих IX и Вацлав. През 1418 г. те поделят територията.
След смъртта на братята му Хайнрих X през 1423 г. и на Вацлав през 1430/31 г. се стига до военен конфликт между Йохан I († 1439) и Хайнрих IX, който наследил голямото Херцогство Глогов.
Хайнрих IX фон Глогов се грижи за поданиците си.

## Фамилия
Хайнрих IX фон Глогов се жени 1423 – 30 г. за Ядвига/Хедвиг фон Оелс († 1447/53), дъщеря на херцог Конрад III фон Оелс († 1412) и Юта/Гута († 1416/19). Те имат децата:

- Зигмунд (1431/32 – 1458)
- Хайнрих XI († 1476), женен на 11 октомври 1472 г. в Берлин за осемгодишната принцеса Барбара фон Бранденбург (1464 – 1515)
- син (1447 – 1467)
- Анна († 1483), омъжена пр. 17 ноември 1454 г. за Йохан II фон Розенберг (1434 – 1472)
- Хедвиг/Ядвига († 1480/82), абатиса в Любин
- Катарина († 1497), абатиса в Любин
- Елизабет